# Coptopsylla olgae
Coptopsylla olgae är en loppart som beskrevs av Anatol I. Argyropulo 1946. Coptopsylla olgae ingår i släktet Coptopsylla och familjen Coptopsyllidae.

## Underarter
Arten delas in i följande underarter:
- C. o. olgae
- C. o. wachschi